# Hodkovičky
Hodkovičky est un quartier pragois situé dans le sud-ouest de la capitale tchèque, appartenant à l'arrondissement de Prague 4, d'une superficie de 208 hectares est un quartier de Prague. En 2018, la population était de 3 763 habitants.
La première mention écrite de Hodkovičky date du XIIIe siècle. La ville est devenue une partie de Prague en 1922.